# Girolamo Palazzotto
Girolamo Palazzotto (Messina, 1688 – Catania, 23 giugno 1754) è stato un architetto e presbitero italiano.

## Biografia
Fratello maggiore di Giuseppe Palazzotto, architetto e Servo di Dio col nome di Fra' Liberato dell'Ordine dei frati minori cappuccini. Iniziò a lavorare la pietra dedicandosi nel contempo alla meditazione e all'ascesi. Dopo cinque anni trascorsi nel Convento di Castroreale a partire dal 1727, nel 1731 rientrò a Catania. Lavorando, acquisì nozioni di architettura e iniziò a progettare edifici civili e religiosi. 
A Catania, dove ferveva la ricostruzione della città a seguito del terremoto del Val di Noto del 1693, che rase al suolo anche altre città dell'intero Val di Noto, gli venne affidata la ricostruzione della Cattedrale di Sant'Agata che completò in breve tempo.
Nonostante i voti continuò a lavorare nel settore delle costruzioni sia a Catania, sia in provincia. Morì nel 1754.

## Opere
- XVIII secolo Edificazione di pubblici e privati edifici,[2] tracciatura strade.[1]
- XVIII secolo, Chiesa di Santa Maria di Gesù di Catania.
- 1708, Cappellone, manufatto architettonico della chiesa di San Sebastiano di Militello in Val di Catania.[3]
- 1708 - 1718, Cantiere, partecipazione con collaborazione dei fratelli Antonino e Filippo presso il polo del monastero di San Paolo delle religiose dell'Ordine benedettino, oggi sede del palazzo municipale di Melilli.[4]
- 1709, Prospetto, disegno della cattedrale su commissione del vescovo Andrea Riggio,[5] con la collaborazione di Antonino Amato e dei figli di quest'ultimo, i fratelli Andrea e Tommaso, e del genero Pietro Vivilacqua.[6]
- 1711, Casa Tudisco o Palazzo Tudisco.[7]
- 1712 - 1723, Cantiere, partecipazione con la collaborazione dei fratelli Giuseppe, Antonino e Filippo, ai lavori del complesso di San Michele Arcangelo dei Minoriti.[7]
- 1714, Portale e Finestrone dell'Università di Catania.[8]
- 1716, Progetto e cantiere della chiesa matrice di San Nicola di Melilli.[3]
- 1718, Cappella, manufatto architettonico della chiesa di San Sebastiano di Melilli.[9]
- 1720, Attività come sovrintendere ai lavori e del «muscaloro», cioè la rosta in ferro battuto del portale d'ingresso di Palazzo Biscari alla Marina.[8]
- 1721, Progetto della chiesa madre di San Nicolò e del Santissimo Salvatore di Militello in Val di Catania.[3]
- 1720 - 1724, attività presso il Castello Svevo di Augusta.[9]
- 1725, Progetto, attività presso la chiesa di Maria Santissima Assunta di Petralia Sottana.[10]